# ロンドン・ビジネス・スクール

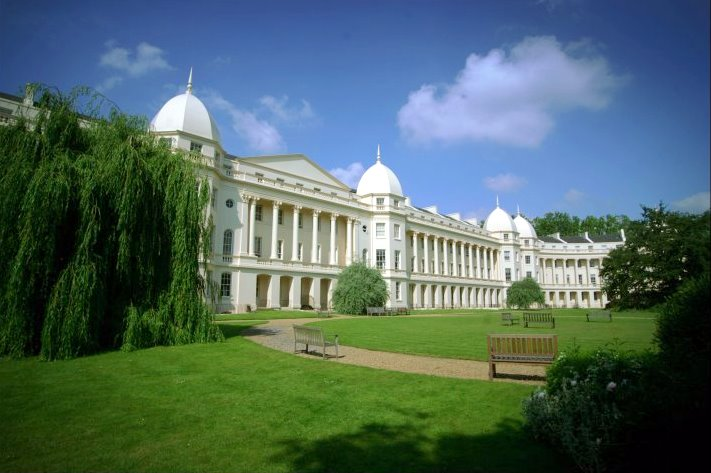
Sussex Place（メインキャンパス）

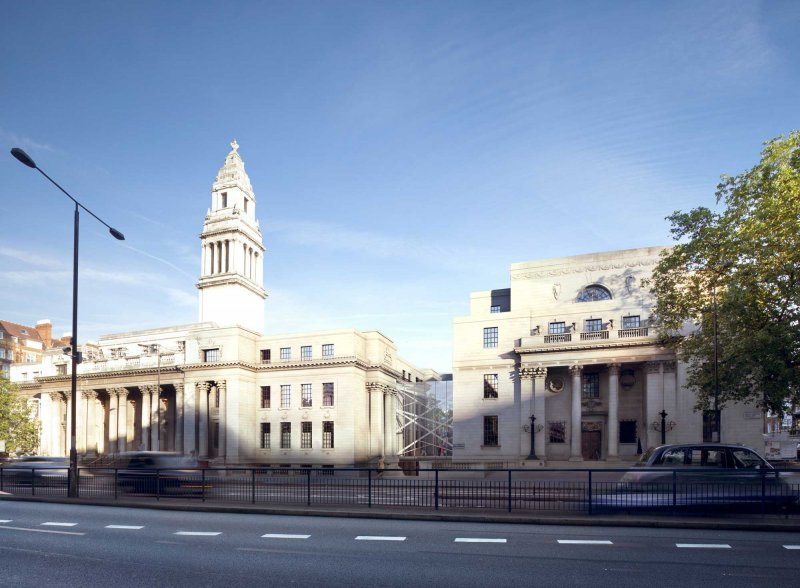
Sammy Ofer Center（新キャンパス）

ロンドン・ビジネス・スクール (London Business School、LBS) は英国ロンドンにあるロンドン大学群に属するビジネススクールであり、根幹をなすMBAプログラムおよびMiFプログラムは世界屈指にランクされる(下記MBAランキング参照)。フィナンシャル・タイムズの世界MBAランキングでは過去3度世界1位を獲得しており、2021年には22年連続でのTop 10入りとなる世界第2位にランキングされた。2025年の同ランキングでは7位に位置している。
なお、同紙の金融学修士（実務経験後）のランキング（Masters in Finance post-experience）では、公表開始された2011年以来、一度の2位を除いて常に世界最高と評価されている。
メインキャンパスはロンドン中心部、リージェンツ・パークの西隣に位置する。
LBSでは世界109カ国から集まった合計2,200人の学生が8つのプログラムで学んでおり、更に毎年10,000人を超えるエグゼクティブ教育参加者を集めている。世界155カ国に42,000人超の卒業生がいる。
EFMDの欧州品質改善システム(EQUIS)とAACSBの認定を受け、MBAとスローン・フェローシップはAMBAからも認定されている
ロンドン・ビジネス・スクール(LBS)は、オックスフォード大学サイード・ビジネス・スクール(SBS)、マンチェスター・ビジネス・スクール(AMBS)、ダラム・ビジネス・スクール(DBS)と共に、イギリス最古のビジネススクール（MBA提供校）の一つとして名高い。

## 歴史
フランクス・レポートが総合大学の一部でありつつも運営の自由度を持つビジネススクールの設立を推奨したことを受け、1964年にLondon Graduate School of Businessとして設立された。近隣のユニヴァーシティ・カレッジ・ロンドン、キングス・カレッジ・ロンドンと密接な協力関係にある。2006年12月、ドバイでMBAコースとエクゼクティブ教育を立ち上げている。
メインキャンパスのSussex Placeは1823年に建てられた高級テラスハウスで当初は26世帯の住宅で構成されていた。設計は宮廷建築家のジョン・ナッシュ である。1960年代に改修工事が行われて校舎となった。イギリス指定建造物1級に指定されている。

## 教育
LBSではマネージメント及びファイナンス分野の大学院教育を行っており、基幹コースであるMBAに加え、ファイナンス専門家養成コースであるマスターズ・イン・ファイナンス(MiF)、企業経営実務経験者向スローン・フェローシップ、主に大学新卒者向けのマスターズ・イン・マネジメント、博士課程で学位が認定されるほか、学位が認定されないエグゼクティブ向教育も行っている。

### 選考
選考過程は非常に厳しく、GMAT/GRE、TOEFL/IELTSでの高得点のほか、大学でのGPA、エッセイ、複数の推薦状の提出が出願に求められる。選抜された候補者に対しては面接による選考が行われ、近年では面接に加えて、ランダムな質問に即興で回答するビデオエッセイなども実施されている。

### MBAプログラム
LBSの基幹をなす約2年間（15、18、21か月から選択）のフルタイム・コースである。毎年500人弱が入学し、計900人がMBAに在籍する。
LBSの特徴のひとつとして学生の多様性が挙げられる。2018年入学（2020年卒業）のクラスプロファイルは以下の通り。
- 生徒数：485人
- 出身国：64カ国
- イギリス国外からの留学生：91％
- 就業年数：平均5.5年（レンジ：2-15年）
- 女性の割合：40％

授業は各学生がそれぞれの目的に合わせてカスタマイズできるように設計されている。入学後約80人ずつ6クラスに分かれCore（必修科目）を受講した後、10種類以上のTailored Core（準必修科目）から数科目、70種類以上のElectives（選択科目）から最大12科目を選択する。グループ・ワークが重視されており、必修科目では国籍・職歴が重複しない6人からなるスタディ・グループに分かれて課題に取り組む。
必修科目には以下のコースが含まれる。
- ジェネラルマネジメント
- グローバルリーダーシップ
- データアナリティクス
- 企業倫理
- ファイナンス
- 戦略論
- 組織行動学
- ミクロ経済学
- 財務・管理会計
- マーケティング
- オペレーションマネジメント

講義・ディスカッション形式の授業以外にも、現地企業への計3か月間に渡るコンサルティング・プロジェクト（LondonCap）、海外（ブラジル・ミャンマー・中国・南アフリカ・インド・ペルー等から選択）での1週間の企業訪問・コンサルティングプログラム（GBE）、及び外部専門機関を活用したリーダーシップ演習等に力を入れており、理論と実践のバランスが取れたプログラムを提供している。

### 交換留学プログラム
MBAプログラムは交換留学を盛んに行っているプログラムとしても有名である。MBA2年生のうち約35%が毎年交換留学を利用し、世界各国のビジネススクールで国際感覚をさらに高めている。提携校は25校以上に及び、ペンシルベニア大学ウォートン・スクール、 The University of Chicago Booth School of Business、マサチューセッツ工科大学スローン・スクール・オブ・マネージメント、コロンビア・ビジネス・スクール、ノースウェスタン大学ケロッグ経営大学院、NYU Stern、Tuck、HAAS、IESE、HEC、HKUST、CEIBS、シンガポール国立大学(NUS)等が挙げられる。LBS自体も交換留学先として他校から高い評価を得ており、多くの交換留学生を毎年受け入れている。

### エグゼクティブMBAプログラム
4つのパートタイム・エクゼクティブMBA(EMBA)プログラムを展開しており、各プログラムの期間は16カ月から20カ月である。EMBAにはMBAとほぼ同一の必修授業、広範囲の選択科目、国際研修が含まれる。EMBA修了時には総まとめとしての論文提出が課せられている。
- エクゼクティブMBA: 約300人の学生がロンドンを拠点としたEMBAに在籍している。1年目は隔週の金曜と土曜に授業が行われる。リーダーシップ教育、キャリア設計、国際研修旅行などでは1週間を通した授業が行われる。2年目はロンドンでの選択科目のほか、交換留学生としてイギリス国外のビジネススクールでの授業を受けることもできる。修了時には論文提出が課せられる。
- EMBAグローバル・アメリカ&ヨーロッパ:約140人が他学校と共同開催のEMBAグローバルに在籍している。このコースではコロンビア・ビジネス・スクールと提携し、国際的視点からの経験が得られる。卒業生は両ビジネススクールからの学位認定を受けることができる。1年目は隔月でロンドンとニューヨークで授業が行われ、2年目は両方の学校の選択科目を選択することができる。

- EMBAグローバル・アジア:香港大学、コロンビア・ビジネス・スクールと共同で2008年にこのプログラムが立ち上げられた。授業はこの3つのビジネススクールで行われる。国際的なビジネス経験を持つ人、またはそれを目指す人のために設置されたコースである。[13]
- ドバイ-ロンドンEMBA:17ヶ月間にわたり2つのキャンパスで行われるプログラムである。2007年9月に立ち上げられ、EMBAグローバルに近い構成となっている。このプログラムの必修科目はドバイセンターで行われ[14]、その後の選択科目はロンドン・ビジネス・スクールで行われる。修了時には論文提出が課せられる。

### マスターズ・イン・ファイナンス(MiF)
マスターズ・イン・ファイナンス(MiF)プログラムは、金融実務経験者を対象とした、金融関係の理論・実務及び意思決定に特化した修士プログラムである。履修期間10か月(希望に応じて16か月に延長可能)のフルタイム・プログラムに約130人、履修期間22か月のパートタイム・プログラムに約150人の学生が所属しており、商業銀行、投資銀行、アセットマネジメント、投資ファンド、及び事業会社の財務部門等へ優秀な人材を輩出している。
LBSは、ファイナンス分野で世界的に極めて高い評価を得ており、MiFプログラムは、2018年のフィナンシャル・タイムズの金融学修士（実務経験後）のランキング（Masters in Finance post-experience）において、世界ランク1位となっている。
必修科目には以下のコースが含まれる。
- インベストメント
- アカウンティング
- コーポレート・ファイナンス及び企業価値評価

上記の必修科目のほか、30以上の選択科目の中から関心に応じて7から10科目を受講し、実務に即応用可能な高度な専門知識を獲得する。

### スローン・フェローシップ
スローン・フェローシップ（Sloan Fellows）は、会社経営において意思決定経験を持つエグゼクティブ、起業家、及び経営者を対象としている。
このプログラムは11か月のフルタイムで、リーダーシップ教育に重点を置いている。スローン・フェローシップは学生相互の参画によって成り立っており、マサチューセッツ工科大学スローン・スクール・オブ・マネージメント、スタンフォード・ビジネス・スクールに同様のプログラムがある。

### マスターズ・イン・マネジメント
LBSは、大学新卒者、及び1年以下の実務経験者向けに履修期間11ヶ月のマスターズ・イン・マネジメント(MiM)プログラムを提供している。このプログラムはあらゆる実務知識の基礎を作るとともに企業の採用担当者が求めるスキルを身につける事を目的としている。
このプログラムの構成はMBAの1年目に良く似ており、授業、ワークショップ、ゲストスピーカー、ケーススタディ、グループおよび個人の課題からなる必修授業で構成されている

### エクゼクティブ教育
エクゼクティブ教育は、マネジメント概論、戦略、リーダーシップ、マーケティング、人材管理、ファイナンスの分野から31種類のコースが設置されている。企業のエグゼクティブを主な対象としている。
その他、マネージメント・ディベロップメント・センター(CMD)は世界中の受講者を対象に要望、事業戦略などに応じたコースを都度設定している。

### PhDプログラム
LBSには履修期間5年の博士課程が設けられている。約60人が会計学、経済学、金融、マネージメント・サイエンス&オペレーション、マーケティング、組織行動学、戦略の各分野に在籍している。

## 評価

### MBAランキング
フルタイムMBAは、多くのビジネススクールランキングで常に世界トップクラスにランクインしており、特にフィナンシャル・タイムズでは、2009年から3年連続で世界1位にランクインしており、2021年には世界2位にランクインした。各国の主要メディアにおけるロンドン・ビジネス・スクールのMBAの評価は以下の通り。
- Financial Times（2021年）: 世界2位 (Non-US 2位)[2]。
- QS（2021年）：世界7位（Non-US 3位）[20]
- ビジネスウィーク（2019年）: Non-US 3位[21]。
- フォーブス（2019年）: Non-US(2-year) 1位[22]。

## 著名な教員
- Elroy Dimson（ファイナンス）はPaul Marsh名誉教授とともにFTSE100の創設に尽力した。 Equity returnsの権威で主要な慈善基金の投資計画に活躍中である。
- Rob Goffee（組織行動学）は「The Character of the Corporation」を執筆した。著名な近著は「Why Should Anyone Be Led by You?」である。
- Gary Hamel（客員教授）はC.K. Prahaladとともに組織のコア・コンピテンスの概念を考案、同理論の理論的発展と人的物的資源に立脚した視点の発展に寄与している。
- リンダ・グラットン（組織行動学）は女性のビジネス参画に関する理論を牽引、HR誌のもっとも影響力のある思考家100人の第2位にランクされている。
- Richard Portes（経済学）は国債契約の共同行動条項、ユーロの国際的役割、国際金融市場の安定、欧州債券市場の権威である。英国アカデミー、国際計量経済学会のメンバーでもある。経済学への貢献により、2003年に大英帝国勲章を授与している。
- Hélène Rey（経済学）は貿易不均衡、為替レート、国際資本フローの専門家で、米国ドルレートの予想の革新的モデルを考案した。欧州の若手経済学者を対象としたBernacer Prizeを2006年に受賞している。
- Michael Jacobides'（ストラテジー）の住宅ローン銀行に関する研究はアメリカ上院の住宅ローン業界再編計画の参考とされている。
- Nirmalya Kumar（マーケティング）は2007年に2冊の本を出版し、うちの1冊「Private Label Strategy」はベストセラーとなった。マーケティング分野でもっとも著名な研究者の1人で、475件の論文から彼の著述が引用されている[23]。
- Narayan Naik（金融）はBNP Paribas Hedge Fund Centreのダイレクターで、Man Investments Best Paper Award on Hedge Fundsを受賞している。
- 榊原清則（経営学）元准教授。

## 著名な卒業生
- 太田直樹 - ボストン・コンサルティング・グループ シニア・パートナー・アンド・マネージング・ディレクター
- 大槻奈那 - 名古屋商科大学ビジネススクール教授
- 相澤利彦 - グロービス経営大学院教授、エーエム・ピーエム・ジャパン元代表取締役社長
- 真壁昭夫 - みずほ総合研究所主席研究員
- 吉野英樹 - GABA創業者・元代表取締役会長
- 渡部亮 - 元野村総合研究所ヨーロッパ社長
- 鈴木一功 - 早稲田大学大学院ファイナンス研究科教授
- 林茂樹 - 大阪工業大学知的財産専門職大学院教授
- 梶川朗 - Yahoo! JAPAN元CFO
- 西谷浩司 - 本間ゴルフ元社長、湯快リゾート社長
- Sir David Arculus、O2会長
- Jean-Christophe Bedos - Boucheron CEO
- Sir David Bell – フィナンシャル・タイムズグループ会長
- His Excellency Mohammed Belmahi - 在英国モロッコ大使
- Kumar Birla - Aditya Birla Group会長
- Vice Admiral Paul Boissier - イギリス海軍CB副司令官
- John Bowmer, アデコ CEO
- David Davis - 英国下院議員
- Sir John Egan – Severn Trent plc会長
- Tim Faithfull - シェル・カナダ社長兼CEO
- ジャスティン・グリーニング - 英国下院議員、教育大臣、女性・平等担当大臣
- Sir Richard Greenbury - マークス&スペンサー会長
- Sally Greene OBE - Old Vic Productions plc所有者
- HRH Prince Feisal Al-Hussein of Jordan - ヨルダン陸軍会長特別補佐
- Richard Hytner - Saatchi & Saatchi副会長
- Huw Jenkins - UBS元CEO
- Dyfrig John - HSBC CE
- Julien Callegari - MyMedia, Zamac会長兼CE
- Jeffrey Kelisky – Multimap Ltd CEO
- Sir Chris Kelly KCB – NSPCC会長
- Thomas Kwok - Sun Hung Kai Properties（香港）副会長兼社長
- レオン・ムンワイ - シンガポール進歩党事務総長
- Oliver Letwin - 英国下院議員
- Philip Lowe - 欧州委員会ベルギー代表
- Nandik Mallik - ICICI銀行
- Dame Mary Marsh - NSPCC CE
- Ekaterina Mitiaev - The Hunger Project責任者
- Nigel Morris - キャピタル・ワン・フィナンシャル共同設立者
- Ingemar Naeve - Ericsson Espana SA社長
- Charles Nasser – Claranet Ltd CEO
- Sir Chris O'Donnell - スミス・アンド・ネフューCEO
- Idan Ofer – Israel Corp会長
- Cally Palmer CBE - The Royal Marsden NHS Foundation Trust CE
- Michael Perlman – Pancostura Group（ブラジル）会長
- David Pyott - アラガン会長兼CEO
- Terry Rhodes - Celtel International役員
- Bill Rylance - Burson-Marstellerアジア太平洋担当会長
- Omar Samra - エベレストに登頂した最初のエジプト人
- The Hon Wong Kan Seng - シンガポール副首相
- Nisreen Shocair - 中東ヴァージン・メガストアーズ会長
- Sir John Sunderland – キャドバリー会長
- Bernard Taylor CBE – Cambridge Laboratories役員
- Richard Thomas MBE - 英国国防省副ダイレクター
- トニー・ウィーラー - ロンリープラネット創設者
- John Jennings - BC Cancer Foundation会長
- Mark Chadwick - Carbon Clear CEO
- Shirish Apte - シティグループ中欧及び東欧CEO
- Sanjay Mehta - Essar Shipping & Logistics Limited社長兼CEO